# Anton Bratkov
Anton Viktorovyč Bratkov (in ucraino Антон Вікторович Братков?; Kropyvnyc'kyj, 14 maggio 1993) è un calciatore ucraino, difensore dell'Urartu.

## Caratteristiche tecniche
Difensore centrale, può essere impiegato anche nel ruolo di terzino destro.

## Carriera

### Club
Cresciuto nelle file della Dinamo Kiev, nel 2012 ha firmato un contratto di tre anni e mezzo con il club biancoblu. Dal 2013 al 2016 ha militato nella squadra riserve del club ucraino, totalizzando 74 presenze e 9 reti. Il 29 luglio 2016 è passato al Veres Rivne. Il successivo 31 agosto ha risolto il proprio contratto e il 2 settembre 2016 è stato ingaggiato dal Desna Černihiv. Dopo una stagione e mezzo nelle file del Desna, il 27 gennaio 2018 si è trasferito allo Zirka. Tornato al Desna nell'estate 2018, vi ha militato fino al 16 gennaio 2019, data in cui ha risolto il proprio contratto. Rimasto svincolato, nel febbraio 2019 è stato ingaggiato dal Maccabi Petah Tikva, club israeliano. Dopo l'esperienza israeliana, il 31 luglio 2019 è tornato in Ucraina, firmando per il L'viv. Nel settembre 2020 è passato al Metalist 1925. Il 27 gennaio 2021 è passato al P'yownik, club armeno.

### Nazionale
Ha giocato nelle nazionali giovanili ucraine Under-16, Under-17, Under-18, Under-19, Under-20 ed Under-21.

## Statistiche

### Presenze e reti nei club
Statistiche aggiornate al 18 maggio 2025.
| Stagione              | Squadra               | Campionato            | Campionato | Campionato | Coppe nazionali | Coppe nazionali | Coppe nazionali | Coppe continentali | Coppe continentali | Coppe continentali | Altre coppe | Altre coppe | Altre coppe | Totale | Totale | Totale |
| Stagione              | Squadra               | Comp                  | Pres       | Reti       | Comp            | Pres            | Reti            | Comp               | Pres               | Reti               | Comp        | Pres        | Reti        | Pres   | Reti   |        |
| --------------------- | --------------------- | --------------------- | ---------- | ---------- | --------------- | --------------- | --------------- | ------------------ | ------------------ | ------------------ | ----------- | ----------- | ----------- | ------ | ------ | ------ |
| 2013-2014             | Dinamo Kiev-2         | PL                    | 19         | 3          | -               | -               | -               | -                  | -                  | -                  | -           | -           | -           | 19     | 3      |        |
| 2014-2015             | Dinamo Kiev-2         | PL                    | 27         | 1          | -               | -               | -               | -                  | -                  | -                  | -           | -           | -           | 27     | 1      |        |
| 2015-2016             | Dinamo Kiev-2         | PL                    | 28         | 5          | -               | -               | -               | -                  | -                  | -                  | -           | -           | -           | 28     | 5      |        |
| Totale Dinamo Kiev-2  | Totale Dinamo Kiev-2  | Totale Dinamo Kiev-2  | 74         | 9          |                 | -               | -               |                    | -                  | -                  |             | -           | -           | 74     | 9      |        |
| lug.-set. 2016        | Veres Rivne           | PL                    | 0          | 0          | KU              | 0               | 0               | -                  | -                  | -                  | -           | -           | -           | 0      | 0      |        |
| set. 2016-2017        | Desna Černihiv        | PL                    | 16         | 0          | KU              | 2               | 0               | -                  | -                  | -                  | -           | -           | -           | 18     | 0      |        |
| 2017-gen. 2018        | Desna Černihiv        | PL                    | 21         | 0          | KU              | 4               | 0               | -                  | -                  | -                  | -           | -           | -           | 25     | 0      |        |
| Totale Desna Černihiv | Totale Desna Černihiv | Totale Desna Černihiv | 37         | 0          |                 | 6               | 0               |                    | -                  | -                  |             | -           | -           | 43     | 0      |        |
| gen.-giu. 2018        | Zirka                 | PL                    | 13+2       | 0+0        | KU              | 0               | 0               | -                  | -                  | -                  | -           | -           | -           | 15     | 0      |        |
| 2018-feb. 2019        | Desna Černihiv        | PL                    | 16         | 0          | KU              | 1               | 0               | -                  | -                  | -                  | -           | -           | -           | 17     | 0      |        |
| feb.-giu. 2019        | Maccabi Petah Tikva   | LHA                   | 1          | 0          | GHM             | 1               | 0               | -                  | -                  | -                  | -           | -           | -           | 2      | 0      |        |
| 2019-2020             | L'viv                 | PL                    | 30         | 0          | KU              | 2               | 0               | -                  | -                  | -                  | -           | -           | -           | 32     | 0      |        |
| set. 2020-gen. 2021   | Metalist 1925         | PL                    | 9          | 0          | KU              | 0               | 0               | -                  | -                  | -                  | -           | -           | -           | 9      | 0      |        |
| gen.-giu. 2021        | P'yownik              | BC                    | 9          | 0          | HAG             | 1               | 0               | -                  | -                  | -                  | -           | -           | -           | 10     | 0      |        |
| 2021-2022             | P'yownik              | BC                    | 28         | 0          | HAG             | 2               | 0               | -                  | -                  | -                  | -           | -           | -           | 30     | 0      |        |
| 2022-2023             | P'yownik              | BC                    | 19         | 0          | HAG             | 2               | 0               | UCL+UEL+UECL       | 2+2+6              | 0+0+0              |             | -           | -           | 31     | 0      |        |
| 2023-2024             | P'yownik              | BC                    | 33         | 1          | HAG             | 3               | 0               | UCL+UEL+UECL       | 6                  | 0                  |             | -           | -           | 42     | 1      |        |
| 2024-2025             | P'yownik              | BC                    | 18         | 0          | HAG             | 1               | 0               | UEL+UECL           | 2+4                | 0                  |             | -           | -           | 23     | 0      |        |
| Totale P'yownik       | Totale P'yownik       | Totale P'yownik       | 107        | 1          |                 | 9               | 0               |                    | 22                 | 0                  |             | -           | -           | 139    | 1      |        |
| Totale carriera       | Totale carriera       | Totale carriera       | 291        | 10         |                 | 19              | 0               |                    | 22                 | 0                  |             | -           | -           | 346    | 1      |        |

## Palmarès

### Club
- Campionato armeno: 2

P'yownik: 2021-2022, 2023-2024
- Supercoppa d'Armenia: 1

P'yownik: 2022

### Nazionale
- Coppa della CSI: 1

2014